# 허민영 (가수)
허민영(1980년 10월 7일 ~)은 대한민국의 가수다.

## 방송
- 적도의 남자 (2012)
- 울랄라 부부 (2012)
- 내일은 미스터트롯 (2020) - Top47
- 로또싱어 (2020) - Top45(43위)

## 음반
- 주름살 (2009)
- 오빠 간다 (2011)
- The 1st. Single Album (2015)
- 다 퍼주는 남자 (2016)
- 세상에서 제일 예쁜 내 딸 (KBS 2TV 주말드라마) OST - Part.3 (2019)
- 세상에서 제일 예쁜 내 딸 (KBS 2TV 주말드라마) Special OST (2019)
- 흔들어 (2020)

## 영화
- 식객: 김치전쟁 (2010) - 특별가수 역

## 공연
- 알라딘 (2011)